# 门德索尔
门德索尔（Mandsaur）是印度中央邦门德索尔县的一个城镇。总人口116483（2001年）。

## 人口
该地2001年总人口116483人，其中男性60269人，女性56214人；0—6岁人口15611人，其中男8026人，女7585人；识字率71.20%，其中男性为77.84%，女性为64.08%。